# Jennison Heaton
Jennison Heaton (New Haven, Connecticut, 16 de abril de 1904 — Burlingame, Califórnia, 6 de agosto de 1971) foi um piloto de skeleton e de bobsleigh norte-americano. Ele conquistou uma medalha de ouro olímpica no skeleton em 1928, e uma medalha de prata olímpica no bobsleigh.